# Randy Meisner
Pour les articles homonymes, voir Meisner.
 (août 2021).
Si vous disposez d'ouvrages ou d'articles de référence ou si vous connaissez des sites web de qualité traitant du thème abordé ici, merci de compléter l'article en donnant les références utiles à sa vérifiabilité et en les liant à la section « Notes et références ».
Randy Meisner, né le 8 mars 1946 à Scottsbluff (Nebraska) et mort le 26 juillet 2023 à Los Angeles (Californie),, est un bassiste et chanteur américain surtout connu comme membre fondateur du groupe rock The Eagles. Il coécrit et chante Take It to the Limit, l'un des plus grands succès du groupe.

## Biographie
Randall Herman Meisner est né à Scottbluff dans le Nebraska. Il a débuté en 1961 avec un groupe appelé « The Dynamics », puis The Drivin’ Dynamics. En 1965 il part en Californie avec un groupe appelé The Poor. À l'âge de dix ans, il voit Elvis Presley chanter dans le cadre de l'émission The Ed Sullivan Show : c'est une révélation et il sait instantanément ce qu'il fera plus tard : il sera musicien et de là lui est venu son intérêt pour la guitare. Sa mère, Emilie Meisner (née Haun), chantait toujours dans la maison alors que son père, Herman, était un professeur de violon. Alors qu'il étudiait à l'école Scottsbluff High School, un de ses professeurs lui a suggéré d'apprendre la basse, il se souvient qu'il aimait le Rhythm and blues et particulièrement les bassistes de Motown, qui l'ont toujours inspiré. Il ne peut lire la musique, mais aussitôt qu'il apprend une ligne de basse, elle s'intègre naturellement, tout cela lui vient naturellement.

### Début de carrière (1961-1968)
Randy Meisner chante et joue la basse d'abord avec un groupe local, The Dynamics, qui changent de nom pour The Drivin' Dynamics. Leur première apparition publique se passe dans une salle de danse au Little Moon Lake, près de Henry au Nebraska en décembre 1961. Ils jouent là-bas régulièrement durant toute l'année suivante, puis vers la fin de 1962, ils réalisent leur premier disque qui consiste en un maxi-45 tours de quatre chansons. Produit et distribué localement à seulement 500 copies, on y retrouve entre autres une interprétation d'une chanson de Sam Cooke You Send Me chantée par Randy Meisner. En août 1965, The Drivin' Dynamics signent un contrat d'enregistrement avec la firme Sully Records basée à Amarillo au Texas, ils produisent trois chansons dont deux chantées par Randy Meisner, One of these days et So fine. Cette dernière, distribuée en single, enregistre de bonnes ventes dans la région ainsi que dans le sud des États-Unis. Au début 1966, Randy Meisner part s'établir en Californie et se joint à un autre groupe appelé The Soul Survivors, plus tard rebaptisé The Poor.

« C'était une existence de misère, je n'avais pas de voiture, je devais marcher tout le temps, je vendais le journal Los Angeles Free Press, dans la région de Sunset et Highland, ce qui me rapportait 5 dollars par jour. »

— Randy Meisner
Ils ont comme agents Charlie Greene et Brian Stone, qui gèrent aussi les carrières de Buffalo Springfield et Sonny & Cher. The Poor produisent quelques singles sur différents labels, Loma, York et Decca Records en 1966 et 1967, avec toutefois peu de succès. Les disques Loma Records étaient une filiale de la maison mère Warner Bros et possédaient des bureaux dans le même immeuble. En février 1967, The Poor enregistre She's Got the Time, She's Got the Changes écrite par Tom Shipley, plus tard du duo Brewer & Shipley, alors qu'il œuvrait pour A&M Records. Ils produisent trois autres singles avec un producteur local, Barry Friedman, surnommé Frazier Mohawk, aux Gold Star Studios. Ils jouent la pièce Study in Motion #1 qui se retrouve sur la bande sonore du film Hell's Angels On Wheels avec Jack Nicholson en 1967. Durant l'été, The Poor est engagé pendant deux semaines au Salvation Club de New York, en première partie des concerts de Jimi Hendrix. Ce n'est pourtant pas l'opportunité qu'ils avaient souhaitée et ils doivent menacer leur agent pour se faire payer les billets d'avion afin de revenir à Los Angeles. En 2003, le label Rev-Ola produit un album du groupe The Poor qui inclut une chanson écrite par Randy Meisner intitulée Come Back Baby.

### Poco et The Stone Canyon Band (1968 - 1970)
En mai 1968, après avoir auditionné aux côtés de Gregg Allman et Timothy B. Schmit, Randy Meisner se joint au groupe Poco aux côtés de deux ex-membres de Buffalo Springfield, Richie Furay et Jim Messina. Il participe à l'enregistrement de leur premier album Pickin' Up the Pieces mais part aussitôt après sa parution en mai 1969. Son départ résulte de sa colère d'être exclu, à la demande de Richie Furay, des sessions de mixage final de l'album, Messina et Furay étant seuls présents. Il est exclu du dessin de la pochette du disque et remplacé par un chien. Si ses parties de basse et ses chœurs sont conservés dans le mixage final, ses parties de chant sont effacées et remplacées par la voix du batteur George Grantham.
En avril 1969, Randy Meisner rejoint Rick Nelson et forme avec lui The Stone Canyon Band. Il persuade alors Nelson et le producteur John Boylan d'engager ses vieux potes de "The Poor", le guitariste Allen Kemp et le batteur Pat Shanahan, Tom Brumley (anciennement du groupe de Buck Owens) à la pedal steel complète la formation. Randy apparaît sur deux albums du groupe In Concert at the Troubadour, 1969 sorti en janvier 1970 et Rudy The Fifth paru en novembre 1971, ainsi que dans le documentaire de la tournée de 1969 du groupe Easy to Be Free réalisé par David Nelson, le frère de Rick. Ce film a finalement été montré à la télévision américaine en 1973. Randy a aussi coproduit l'album In concert at The Troubadour, avec Rick Nelson. Et quoiqu'il n'ait pas joué sur l'album suivant Garden Party, il a tout de même participé à l'écriture d'une chanson I Wanna Be With You. Il joue aussi la basse sur deux chansons de l'album Sweet Baby James de James Taylor sorti en février 1970, Country Road et Blossom.
Après une longue et difficile tournée en Europe avec Rick Nelson et The Stone Canyon Band, Randy Meisner retourne au Nebraska au printemps 1970, où il commence à travailler chez un détaillant de tracteurs John Deere, Frank Implement. Le soir, il joue avec un groupe appelé Gold Rush qui inclut le chanteur et multi instrumentaliste Stephen A. Love qui jouera plus tard avec New Riders of the Purple Sage. Plus tard dans l'année, sous les encouragements de Rick Nelson avec qui il a gardé le contact, Randy retourne à Los Angeles pour poursuivre sa carrière. En plus de jouer avec les groupes "Gold Rush" et "The Stone Canyon Band", il travaille comme musicien de studio avec John Stewart et Waylon Jennings. Au cours de l'été 1971, il est recruté par John Boylan pour accompagner la chanteuse Linda Ronstadt. C'est ainsi qu'il fait la rencontre de Don Henley, Glenn Frey et Bernie Leadon avec lesquels il formera les Eagles.

## Discographie

### Poco
- 1969 : Pickin' Up the Pieces - Randy Meisner, bassiste invité serait éventuellement remplacé par Timothy B. Schmit
- 1989 : Legacy

### Eagles
- 1972 : Eagles
- 1973 : Desperado
- 1974 : On the Border
- 1975 : One of These Nights
- 1976 : Hotel California - Dernier album avec le groupe et son remplaçant serait... Timothy B. Schmit !

### Black Tie
- 1985 : When the Night Falls - Unique album du groupe formé de Jimmy Griffin, Randy Meisner et Billy Swan.

### Solo
- 1978	: Randy Meisner
- 1980	: One More Song
- 1982	: Randy Meisner

### Meisner, Swan & Rich
- 2001 : Meisner, Swan & Rich

### Collaborations
- 1970 : In California de Compton & Batteau - Basse sur "Honeysuckle" et "Homesick Kid".
- 1970 : Sweet Baby James de James Taylor - Basse sur "Blossom" et "Country Road".
- 1971 : Rudy The Fifth de Rick Nelson & The Stone Canyon Band - Basse et chœurs.
- 1972 : Garden Party de Rick Nelson & The Stone Canyon Band - A coécrit une chanson mais ne joue pas sur l'album.

### Album rare
- 2018 : Take It To The Limit - Album double distribué lors du Record Store Day.

### The Poor
- 2003 : The Poor de The Poor - Compilation d'un groupe ayant existé en 1967.
- 2003 : Help The Poor de The Poor - Compilation

### The Driving Dynamics
- 2003 : Do Not Pass  de The Driving Dynamics - Album compilation d'un groupe The Driving Dynamics, ayant existé de 1961 à 1965.
- 2004 : 1001 Nights  de The Driving Dynamics - Compilation

Discographie : https://www.discogs.com/artist/350510-Randy-Meisner